# 광명시
광명시(光明市)는 경기도 중서부에 있는 시이다. 조선 시대부터 서울특별시 서남부 지역과 함께 시흥군에 속하였다가, 1981년에 시흥군 소하읍이 광명시로 승격되었다.
광명시는 동쪽으로 서울특별시 금천구, 북쪽으로 서울특별시 구로구, 서쪽으로 시흥시와 부천시, 남쪽으로 안양시와 접하고 있다. 광주산맥의 말단부에 해당하는 구름산과 도고내 고개가 시역 중심에 자리잡고 있으나, 전체적으로는 낮은 평야 지대다. 일직동에는 KTX 광명역이 개통되었다. 시청은 철산동에 있고, 행정구역은 19개 동이다.
1970년 12월부터 1980년까지 점진적으로 서울 통화권(02)으로 편입되어, 과천시와 더불어 시 전역에서 서울의 지역 국번을 공용한다. 따라서 부천시, 과천시, 안산시의 대부도 및 풍도 등과 마찬가지로 경기도의 031국을 사용하지 않는다.

## 역사

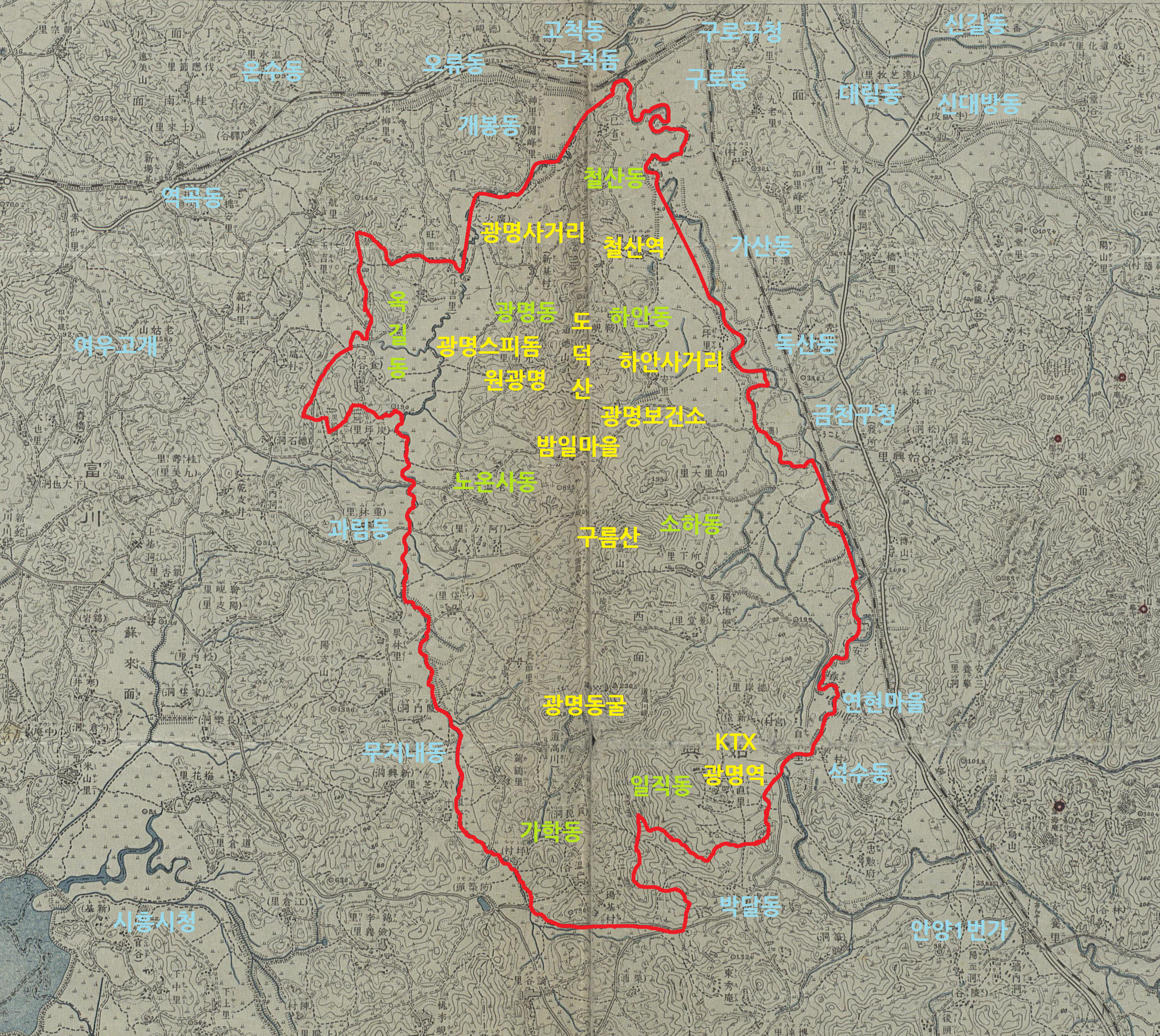
1919년경 당시 광명시 일대 지도(적색선은 2015년 기준 광명시 행정구역 영역)

### 고대, 중세
지금의 영등포, 금천 지역과 마찬가지로 고구려 장수왕 이후로 잉벌노현(仍伐奴. 순우리말 '늠내')에 속했으며 통일신라때 곡양(穀壤)현으로 명칭이 바뀌었다. 고려때는 금주(衿州)가 되었다.

### 조선, 구한말
조선시대에 접어들면서 명칭이 금주에서 금천(衿川)으로 바뀌었고 태종 14년(1413년)에 과천과 병합하여 금과현(衿果縣)을 만들었다가 두어 달 만에 혁파하고, 또 양천과 병합하여 금양현(衿陽縣)으로 만들었는데 한 해 만에 혁파하였다. 태종 16년(1415년)에 금천현(衿川縣)으로 고쳐서 현감을 두었고, 세조 때에 과천과 병합했다가 얼마 못 가서 복구하였다. 이후에는 금천(衿川)이라고 하였는데, 금천현은 현내면, 동면, 서면, 남면, 상북면, 하북면으로 이루어져 있었다. 지금의 광명시 지역은 금천현 남면과 서면에 속했는데, 남면은 지금의 광명시 서부, 서면은 지금의 광명시 동부에 해당된다. 참고로 현내면은 지금의 금천구, 상북면과 하북면은 지금의 영등포구, 동면은 지금의 관악구와 동작구 일부에 해당한다.
1795년(정조 19)에 금천현이 시흥현으로 개칭되었다. 1895년(고종 32년) 윤 5월 1일, 시흥현이 시흥군으로 개편되어 인천부(仁川府)에 속하였고, 이듬해 다시 경기도에 속하게 되었다.

### 일제강점기, 현대
1914년 행정구역 대개편으로 시흥군 남면과 서면이 서면으로 통합되었다. 이때 여러 마을의 지명이 통폐합 되어 지금의 광명동, 철산동, 하안동, 노온사동, 가학동, 소하동, 일직동이라는 지명으로 굳혀졌다.
인근의 영등포 지역이 1936년, 1949년에 차례대로 경성부(서울특별시)에 편입되었고 인접지역인 지금의 금천지역(당시 시흥군 동면)이 1963년에 서울특별시로 편입되었다. 이외에도 광명시와 인접한 고척동, 개봉동, 천왕동은 이 시기에 서울로 편입되었다. 현대적인 광명시의 역사는 1963년 9월 17일 시흥군 서면 광명리, 철산리, 하안리가 서울특별시 도시계획구역(건설부 고시 제547호)에 편입되면서 주택지구로 개발되면서 시작되었다. 광명리(지금의 철산1동인 철산리 일부 포함)는 서울 개봉지구의 일부로서 시가지로 개발되었고 그 대표적인 주택단지가 현재의 광명동 한진아파트 단지 자리인 광명아파트 단지였다. 철산리는 서울 구로공단을 배후로 하는 택지지구로의 개발이 계획되었다가 시 승격 이후에 완성되었다. 이 시기에 광명지역은 서울특별시의 통화권(지역번호 02)에 자연스럽게 편입되었다. 1970년에 광명리, 철산리 지역이 시흥군 서면 광명출장소로 지정되었고, 1974년에는 시흥군 직할 광명출장소가 되었다. 1979년에는 서면이 소하읍으로 승격되었다. 이 일대(특히 광명동, 철산동)를 서울특별시 산하 기초시로서의 광명시 혹은 당시 서울의 신생 자치구인 구로구에 편입하는 방안이 검토되었고 1978년에는 내무부에서도 진지하게 서울 편입을 검토(장관 결재 문건)했을 정도로 서울특별시로 편입시키는 안이 여러 번 고려된 적 있었으나 서울집중억제를 위한 전두환 정권의 위성도시 육성 정책으로 인하여 무산되었다. 이는 지금까지도 서울 편입 논란의 근원이 되고 있다.
서울 편입 무산으로 결국 1981년에 시흥군 광명출장소 지역을 포함한 소하읍이 광명시로 승격되었다. 시 승격 이후에 서울특별시를 배후로 하는 본격적인 베드타운으로 성장하여 철산동, 하안동 일대에 대규모 아파트 단지가 들어섰으며, 2010년 전후로 소하동에도 아파트 단지가 들어섰다.

## 시 행정구역 연혁
- 1911년 4월 17일 : 시흥군 관내 동리가 통폐합되어 지금의 광명동, 철산동, 하안동, 소하동, 일직동, 노온사동, 가학동이라는 지명이 형성되었다.[12]
- 1914년 4월 1일 : 시흥군 서면과 남면이 시흥군 서면으로 통폐합되었다.[13]
- 1963년 9월 17일 : 시흥군 서면 중 철산리·광명리·하안리가 서울특별시 도시계획구역에 편입되었다.[14]
- 1970년 6월 10일 광명리, 철산리를 관할하는 시흥군 서면 산하 광명출장소가 설치되었다.
- 1970년 12월 1일 광명리 일부가 서울통화권(영등포전신전화국 오류분실 관할)에 처음으로 편입되었다.[15]
- 1974년 서면 광명출장소가 시흥군 직할의 광명출장소로 승격되었다.
- 1978년 8월 1일 광명리, 철산리 일원의 서울통화권(개봉전신전화국 관할) 편입이 완료되었다.[16]
- 1978년 12월 22일 : 시흥군 서면 중 소하리·일직리·노온사리·가학리가 안양시 도시계획구역에 편입되었다.
- 1979년 5월 1일 : 서면이 소하읍으로 승격되었다.
- 1981년 7월 1일 : 시흥군 소하읍(광명출장소 관할구역 포함)이 광명시로 승격하였다.[17] 당시 인구는 15만 명이었다.
- 1982년 12월 28일 : 안양천 일부 월경지와 철산1동 삼각주마을을 제외한 철산동·광명동·하안동 대부분이 서울특별시 도시계획구역(1963년 편입)에서 해제되었고, 안양시 도시계획구역(1978년 편입)이었던 남부의 소하동·학온동과 합쳐져 광명시 도시계획구역이 신설되었다. 이와 함께 서울특별시 구로구(현 금천구) 독산동의 월경지는 광명시 도시계획 구역에 편입되었다.[18]
- 1983년 2월 15일 : 시흥군 소래읍 옥길리 일부(1리·3리)가 광명시로 편입되었다.[19]
- 1987년 1월 1일 : 소하동 일부가 안양시 석수동으로 편입되었다.
- 1995년 3월 1일 : 서울특별시 구로구의 일부가 금천구로 분리되면서[20] 목감천의 서울-광명 경계가 조정되고, 광명시 철산3동의 안양천 월경지 일부가 금천구로 편입되었다.
- 1995년 3월 6일 : 하안2동을 하안2동과 하안4동으로 분동하였다.
- 2000년 2월 29일: 서울 지하철 7호선(신풍~온수)이 연장 개통되었다.
- 2004년 4월 1일: 경부고속선이 개통되었다.
- 2021년 11월 29일 : 소하2동에서 행정동 일직동을 분동하였다.

## 지리
광명시는 경기도 중서부에 위치해 있으며 동쪽과 북쪽은 서울특별시, 서쪽은 시흥시와 부천시, 남쪽은 안양시와 접하고 있다. 광명시는 동서간 6.55 km, 남북으로 10.32km를 뻗어있으며, 전체 면적은 38.5km2이다. 광주산맥의 끝 부분에 해당하는 구름산과 도고내 고개가 시 중심부에 자리 잡고 있으며, 전체적으로 보면 해발 30～290m 내외의 낮은 평야지대이다. 전형적인 배산임수의 지형으로, 쾌적한 주거환경을 이루고 있다.
하안동 지역에는 서울특별시 금천구 독산동의 월경지가 있는데, 이곳에는 서울안천초등학교와 안천중학교, 서울금천경찰서 관할의 지구대 1개소, 독산1동 주민센터 분소까지 소재하고 있다. 반대로 서울 구로동 지역에는 철산동의 월경지가 있는데, 유수지와 모 대기업의 물류센터가 자리를 잡고 있다.

## 행정 구역
광명시의 행정 구역은 19개동 487통 3,115반으로 구성되어 있으며, 인구는 2016년 12월 말 주민등록 기준으로 33만9484 명, 12만7461 가구이다. 광명시의 면적은 38.5 km2(전·답 7.8 km2, 임야 14.1 km2, 대지 7.1 km2, 기타 9.5 km2)이다. 광명시의 인구는 2012년 6월에 35만5658 명으로 정점에 이른 후 완만하게 감소하고 있는데, 이는 서울특별시의 인구 추세와 비슷하다.

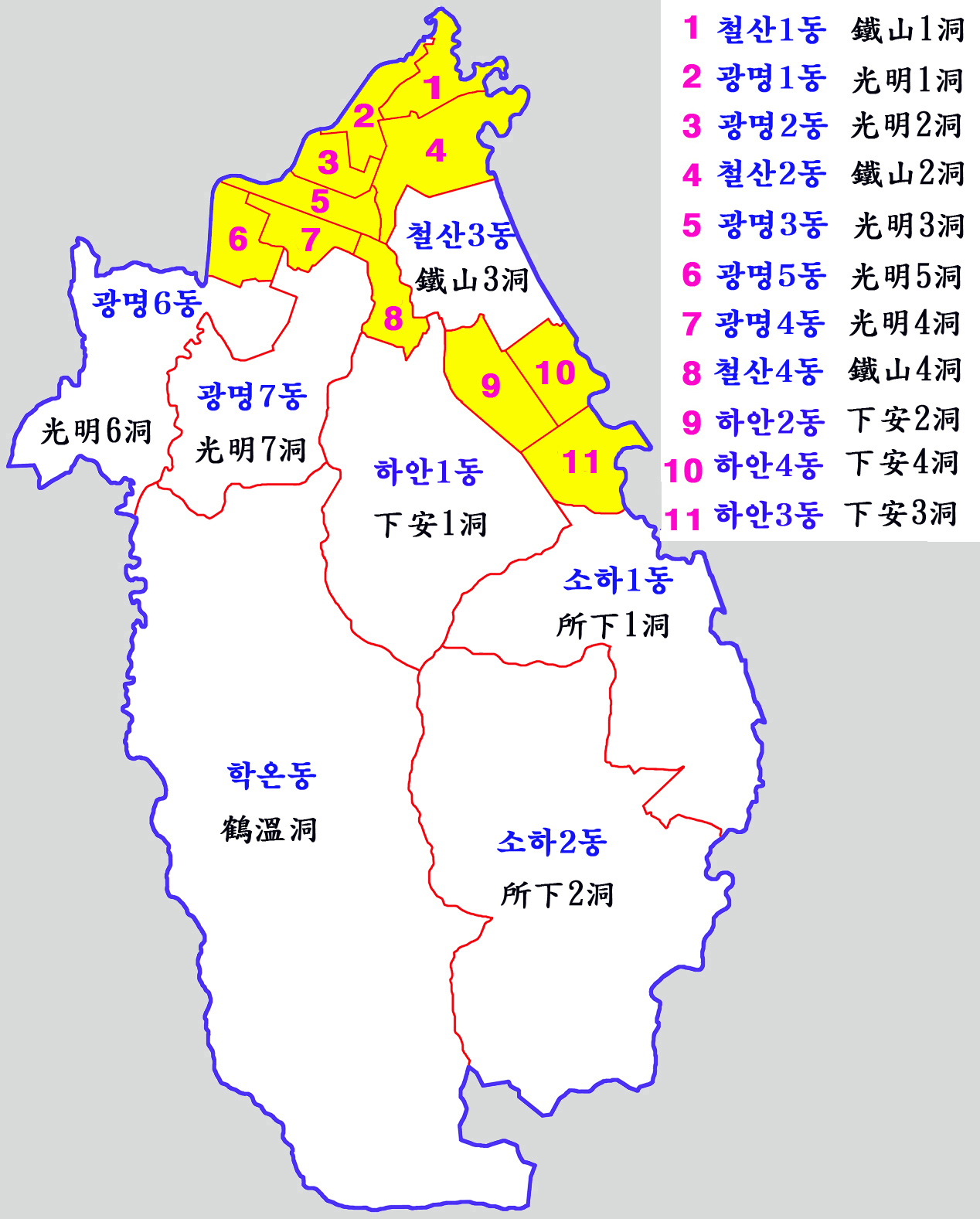
광명시 행정구역

광명시의 인구는 2016년 12월 31일 주민등록 기준으로 다음과 같다.
| 행정동  | 한자    | 영어               | 면적 (km2) | 인구    | 세대    |
| ------- | ------- | ------------------ | ---------- | ------- | ------- |
| 광명1동 | 光明1洞 | Gwangmyeong 1 dong | 0.31       | 14,386  | 5,784   |
| 광명2동 | 光明2洞 | Gwangmyeong 2 dong | 0.28       | 11,237  | 4,854   |
| 광명3동 | 光明3洞 | Gwangmyeong 3 dong | 0.30       | 10,346  | 4,694   |
| 광명4동 | 光明4洞 | Gwangmyeong 4 dong | 0.27       | 15,145  | 6,426   |
| 광명5동 | 光明5洞 | Gwangmyeong 5 dong | 0.44       | 15,733  | 6,230   |
| 광명6동 | 光明6洞 | Gwangmyeong 6 dong | 2.41       | 15,516  | 5,693   |
| 광명7동 | 光明7洞 | Gwangmyeong 7 dong | 2.34       | 24,095  | 9,155   |
| 철산1동 | 鐵山1洞 | Cheolsan 1 dong    | 0.52       | 13,979  | 4,603   |
| 철산2동 | 鐵山2洞 | Cheolsan 2 dong    | 0.95       | 16,510  | 7,186   |
| 철산3동 | 鐵山3洞 | Cheolsan 3 dong    | 1.05       | 37,804  | 12,444  |
| 철산4동 | 鐵山4洞 | Cheolsan 4 dong    | 0.32       | 14,770  | 5,708   |
| 하안1동 | 下安1洞 | Ha-an 1 dong       | 3.95       | 28,062  | 9,858   |
| 하안2동 | 下安2洞 | Ha-an 2 dong       | 0.51       | 15,931  | 6,730   |
| 하안3동 | 下安3洞 | Ha-an 3 dong       | 0.53       | 23,079  | 8,915   |
| 하안4동 | 下安4洞 | Ha-an 4 dong       | 0.38       | 14,159  | 5,038   |
| 소하1동 | 所下1洞 | Soha 1 dong        | 3.80       | 32,579  | 10,786  |
| 소하2동 | 所下2洞 | Soha 2 dong        | 3.80       | -       | -       |
| 일직동  | 日直洞  | Iljik dong         | 3.45       | -       | -       |
| 학온동  | 鶴溫洞  | Hagon dong         | 12.89      | 2,427   | 1,106   |
| 광명시  | 光明市  | Gwangmyeong City   | 38.50      | 339,484 | 127,461 |

## 산업

### 농업
광명시의 농업인구는 1960년까지 전체인구의 70%를 차지하였으나, 시 승격 이후 도시화가 진행되면서 급격한 감소현상을 보이고 있다. 현재는 도시화가 더딘 남부지역을 중심으로 하우스 재배 등 근교농업이 발달하여 고등채소와 과실류의 생산이 이루어지고 있다. 현재 전체 인구의 15%가 농업에 종사하고 있다.

### 공업
반면, 도시화와 더불어 공업화가 진행되면서 1985년도 전체 산업별 취업자 중 제조업 종사자 비율이 50.7%였으나, 1990년에 80.6%로 급증하였다. 업종별로는 조립금속, 기계 제조업이 주종을 이루고 섬유류, 화학섬유 공업도 발달해 있다. 현재 약 300여 업체가 광명시에 위치하고 있으며, 기아 AutoLand 광명을 제외하면 대부분이 중소기업들이다. 지역적으로 안양천을 사이에 두고 서울 구로디지털산업단지와도 인접해 있다.

### 상업
철산역 인근 상권은 경기도 내에서 상위권을 차지하고 있으며 주변의 서울 남서부 등지에서 몰려드는 유동인구가 많다. 반면에 광명시 상권이 영등포나 목동의 상권에 종속적인 경향도 존재한다. 광명사거리역 인근에는 상설 재래시장인 광명시장이 상권을 쥐고 있으며, 그 주위에 여러 옷 상점이 밀집해있다. 2010년 이후에는 소하동에 이마트 광명소하점과 코스트코 본사 및 광명점, 이케아가 들어섰다.

### 지역내 총생산
광명시의 2012년 지역내 총생산은 12조 9,172억원으로 경기도 지역내 총생산의 1.8%를 차지하고 있다. 이중 농림어업(1차 산업)은 26억으로 비중이 낮고 광업 및 제조업(2차 산업)은 5조 7,231억원으로 44.3%의 비중으로 차지하고 상업 및 서비스업(3차 산업)은 7조 1,915억원으로 55.7%의 비중을 차지한다. 3차 산업 부문에서는 위성도시로서 도소매업(8.46%)과 건설업(8.31%), 부동산업 및 임대업(5.21%)과 사업서비스업(4.08%)이 큰 비중을 차지하고 있다.

### 산업별 종사자 현황
2014년 광명시 산업의 총종사자 수는 85,844명으로 경기도 총종사자 수의 1.9%를 차지하고 있다. 이중 농림어업(1차 산업)은 2명으로 비중이 낮고 광업 및 제조업(2차 산업)은 15,324명으로 17.9%의 비중으로 차지하고 상업 및 서비스업(3차 산업)은 70,518명으로 82.1%의 비중을 차지한다. 2차 산업은 경기도 전체의 비중(27.1%)보다 낮고 3차 산업은 경기도 전체 비중(72.9%)보다 높다. 3차 산업 부문에서는 도소매업(19.5%), 숙박 및 음식점업(11.0%)과 교육서비스업(9.7%), 보건업 및 사회복지 서비스업(8.5%)이 큰 비중을 차지하고 있다.

### 상주인구와 주간인구
광명시의 2010년 기준 상주인구는 323,653명이고 주간인구는 256,090명으로 주간인구지수가 79로 더 주간인구가 더 적다. 통근으로 인한 유입인구는 32,205명, 유출인구는 87,979명이고 통학으로 인한 유입인구는 1,312명, 유출인구는 13,102명으로 전체적으로 유출인구가 67,563명 더 많다. 이는 수도권에서 서울과 가깝고 교통이 편리한 곳에서 공통적으로 나타나는 현상이다.

## 인구
광명시의 연도별 인구(내국인) 추이
| 연도   | 총인구   |  |
| ------ | -------- |  |
| 1985년 | 21.9만명 |  |
| 1990년 | 32.8만명 |  |
| 1995년 | 35.0만명 |  |
| 2000년 | 33.3만명 |  |
| 2005년 | 31.9만명 |  |
| 2010년 | 32.6만명 |  |
| 2015년 | 33.8만명 |  |

## 교통

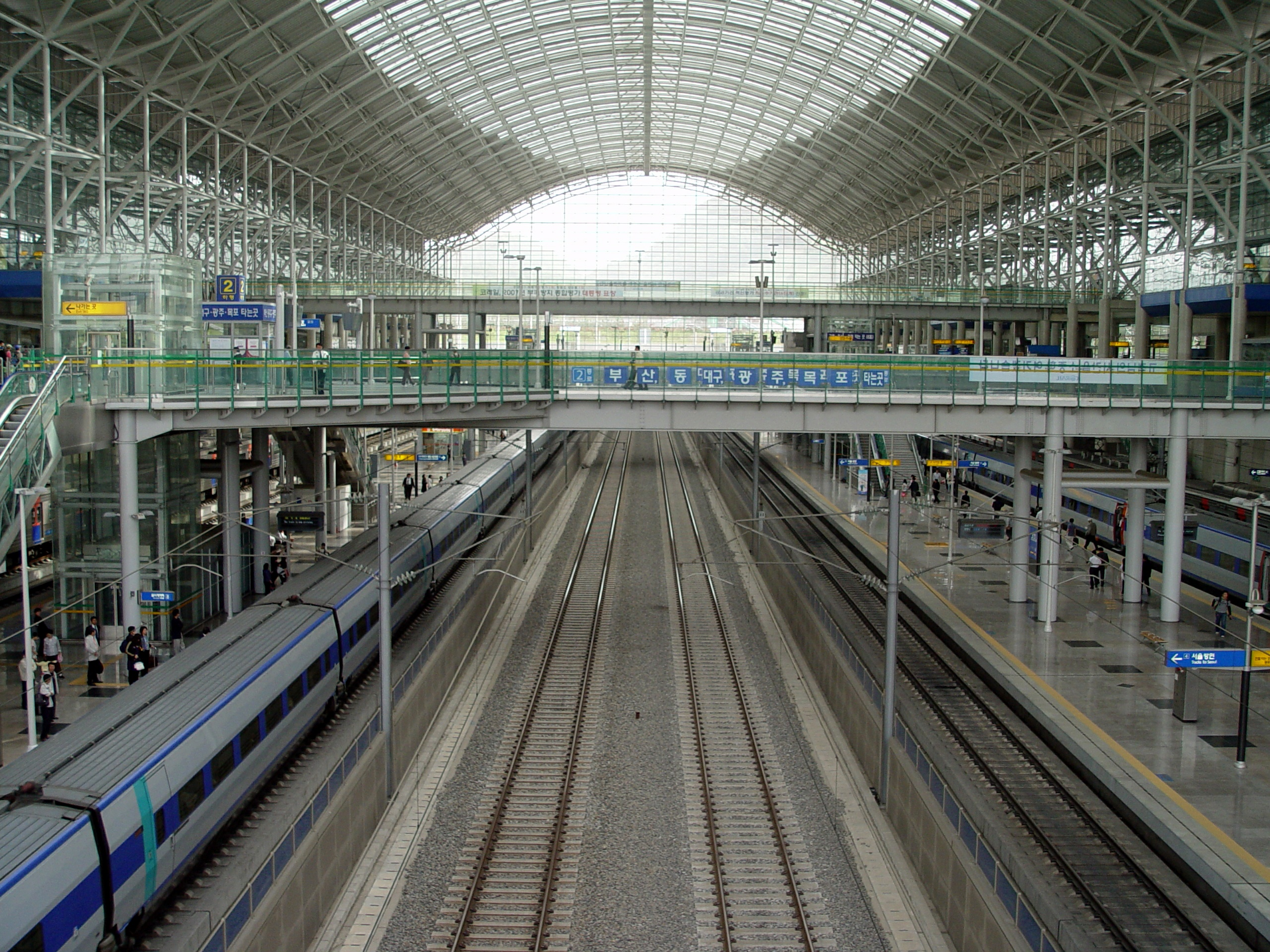
KTX 광명역

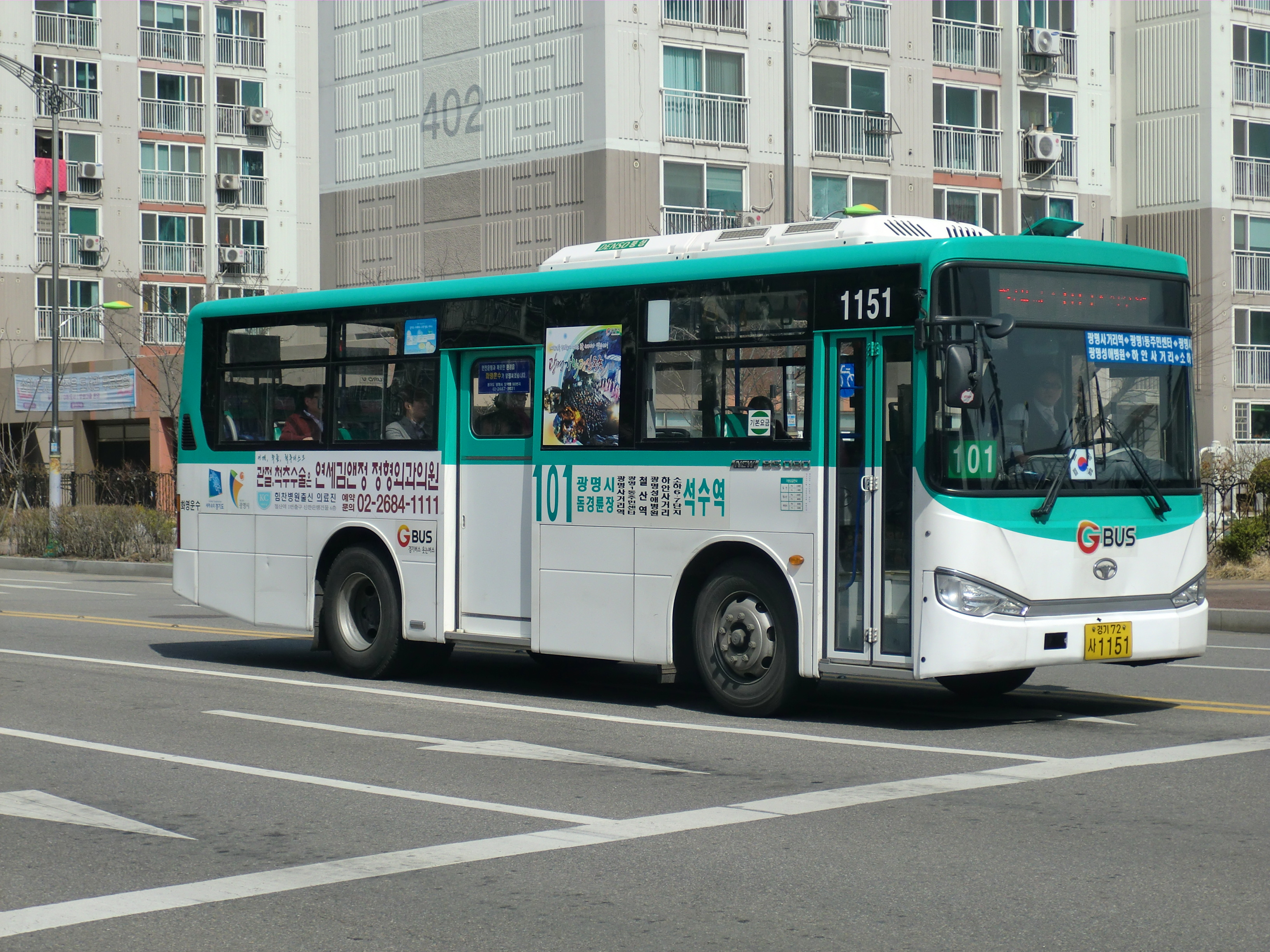
화영운수 소속 광명시내버스 101번에서 운행하고 있는 NEW BS090 차량

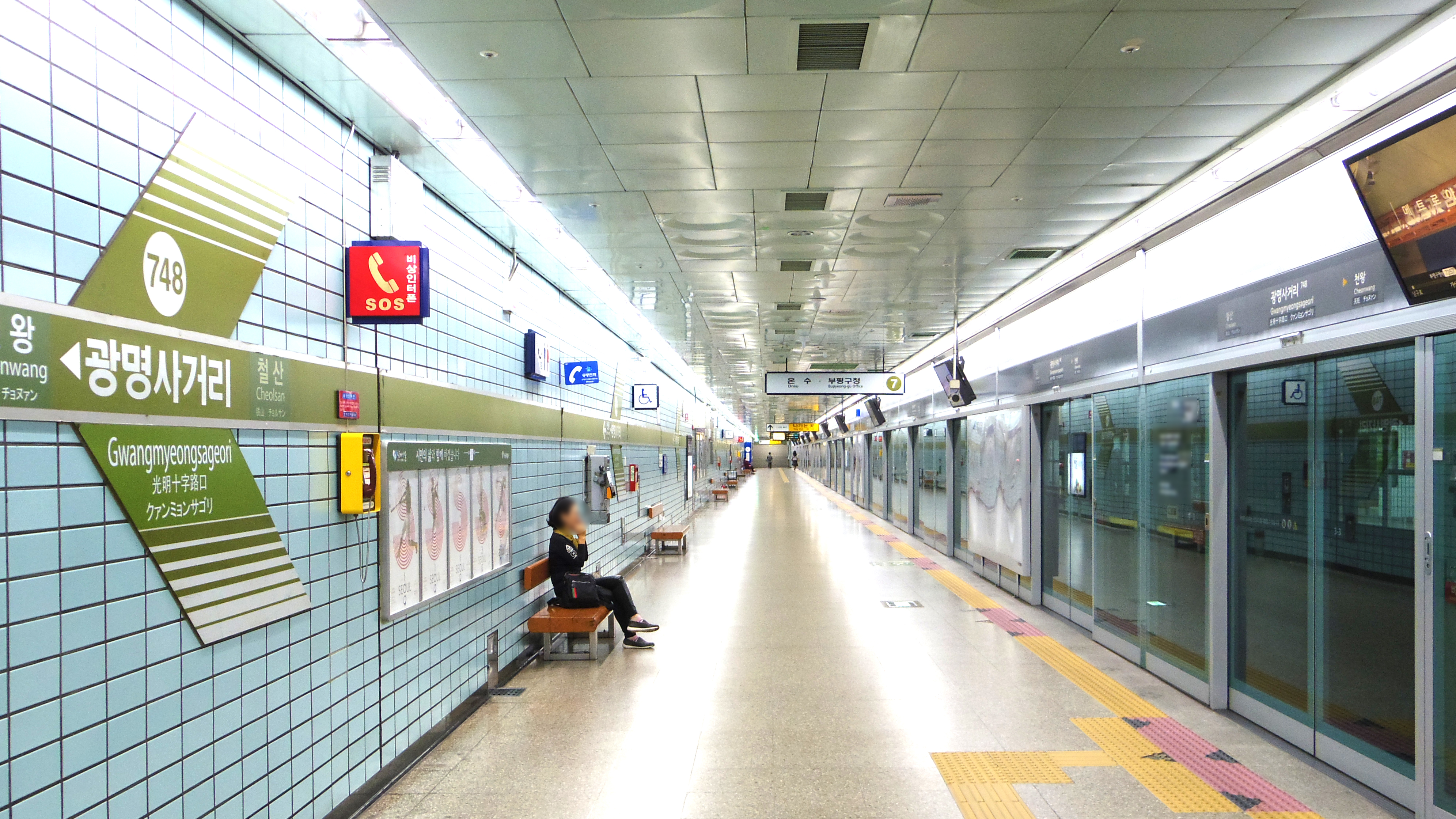
서울 지하철 7호선 광명사거리역 석남역 방면 승강장 모습

### 철도
- 한국철도공사 : 시흥연결선 · 경부고속본선, ● 수도권 전철 1호선
  - (서울특별시 금천구) ← 광명역 → (충청남도 아산시)

광명역에서 KTX를 이용할 수 있다.
- 서울교통공사 : ● 서울 지하철 7호선 (서울전용 정기권 사용가능)
  - (서울특별시 구로구) ← 광명사거리역 - 철산역 → (서울특별시 금천구)

경강선 (월곶-판교선)과 신안산선이 KTX 광명역을 경유하는 노선을 계획 중에 있다.
ITX-새마을, 무궁화호, 누리로 등의 일반 열차를 이용하려면 영등포역으로 가야 한다.

### 버스 및 택시
시내버스
- 광명시에서는 시내버스와 마을버스를 운영하고 있다. 시내버스는 총 16개의 노선을 운영하고 있으며, 마을버스는 총 3개의 노선을 운영한다. 서울특별시 면허 시내버스들도 광명시내에서 많이 운행하고 있다. 하안동 소재 공영버스차고지는 서울시 버스 회사들이 독차지하고 있다. 광명시 면허의 시내버스 회사인 화영운수의 본사와 차고지는 광명6동에 있다.

시외버스
- 철산시외버스정류장과 광명종합터미널에서 시외 버스를 이용할 수 있다.

택시
1999년(시범 통합), 2004년(영구 통합)에 서울특별시 구로구, 금천구와 동일한 택시사업구역으로 통합되어 택시요금체계는 경기도의 것이 아닌 서울특별시의 것을 따른다.

### 도로
고속도로
- 서해안고속도로
  - 일직 분기점, 소하 분기점
- 평택파주고속도로
  - 남광명 분기점, 성채 나들목/소하 나들목, 가학 나들목, 광명 분기점
- 제2경인고속도로
  - 광명 나들목, 일직 분기점, 광명 분기점

일반 국도
- 국도 제1호선

기타 도로
- 기아로

#### 철산대교 만성 체증문제
철산대교는 서부간선도로 및 서해안고속도로와 직결되어 있어 출퇴근 시간마다 심각한 교통체증에 시달리고 있으며 서울특별시 금천구 가산동에 있는 수출의 다리로 인한 병목현상이 이를 부채질하고 있다. 이와 같은 체증 문제로 철산대교는 수도권 지역 교통정보 방송에 단골로 나오고 있으며, 서울특별시 내 교통체증 비용의 상당부분을 차지하고 있을 정도다. 이는 경부선 서울시내 구간 지하화의 찬성 근거 중 하나다.

## 교육
베드타운으로 관내에 학교가 많이 소재하고 있으며, 소하동 택지지구 개발로 여러 학교들이 추가로 신설되었다. 1997년 충현고, 광문고 신설이전까지는 고등학교 부족 문제가 심각했으며, 이로 인한 중학생의 관외 전출 및 인근도시로의 통학이 문제가 되었고, 이러한 문제는 2000년대 중후반까지 이어졌다. 일부 서울 접경 지역(고양시 덕양구 대덕동·북한동, 구리시 아천동 등)과 다르게 광명시의 학군은 서울특별시의 학군과 철저히 분리되어 있다.
예전에는 고등학교 비평준화 지역이었으나, 2013년부터 안산시, 의정부시와 함께 평준화 지역으로 전환되었다.

### 관내 교육 기관
- 고등학교

|  | - 광명고등학교 - 충현고등학교 - 광명경영회계고등학교 | - 운산고등학교 - 진성고등학교 - 소하고등학교 | - 광명공업고등학교 - 광휘고등학교 - 광문고등학교 | - 명문고등학교 - 광명북고등학교 |

## 문화 또는 관광

### 도서관
- 소하도서관
- 옹달샘도서관
- 광명도서관
- 철산도서관
- 충현도서관
- 하안도서관

### 국가지정 문화재
- 이원익 초상 - 회화, 조선시대, 보물 제1435호
- 영회원 - 묘, 조선시대, 사적 제357호
- 서도소리 - 주요 무형문화재 제29호

### 도지정 문화재
- 광명 이원익 초상화 - 회화, 조선시대, 경기도 유형문화재 제224호
- 이원익 선생 영정 - 회화, 조선시대, 경기도 유형문화재 제80호
- 오리 이원익 영우 - 건축물, 조선시대, 경기도 유형문화재 제161호
- 이원익 선생 묘 및 신도비 - 묘 조선시대, 경기도 기념물 제85호
- 가학동 지석묘 - 묘, 청동기시대, 경기도 문화재 제58호
- 오리 이원익 종택 및 관감당 - 경기도 문화재 자료 제90호
- 광명농악 - 경기도 무형문화재 제20호

### 향토유적
- 철산동 지석묘(묘, 청동기시대, 향토유적 제1호)
- 경산 정원용묘(묘, 조선시대, 향토유적 제2호)
- 무의공 이순신묘(묘, 조선시대, 향토유적 제4호)
- 영모재 및 분성군김응수가전 고문서(건축물, 조선시대, 향토유적 제5호)
- 설계조 영정(회화, 조선시대, 향토유적 제7호)

### 광명동굴

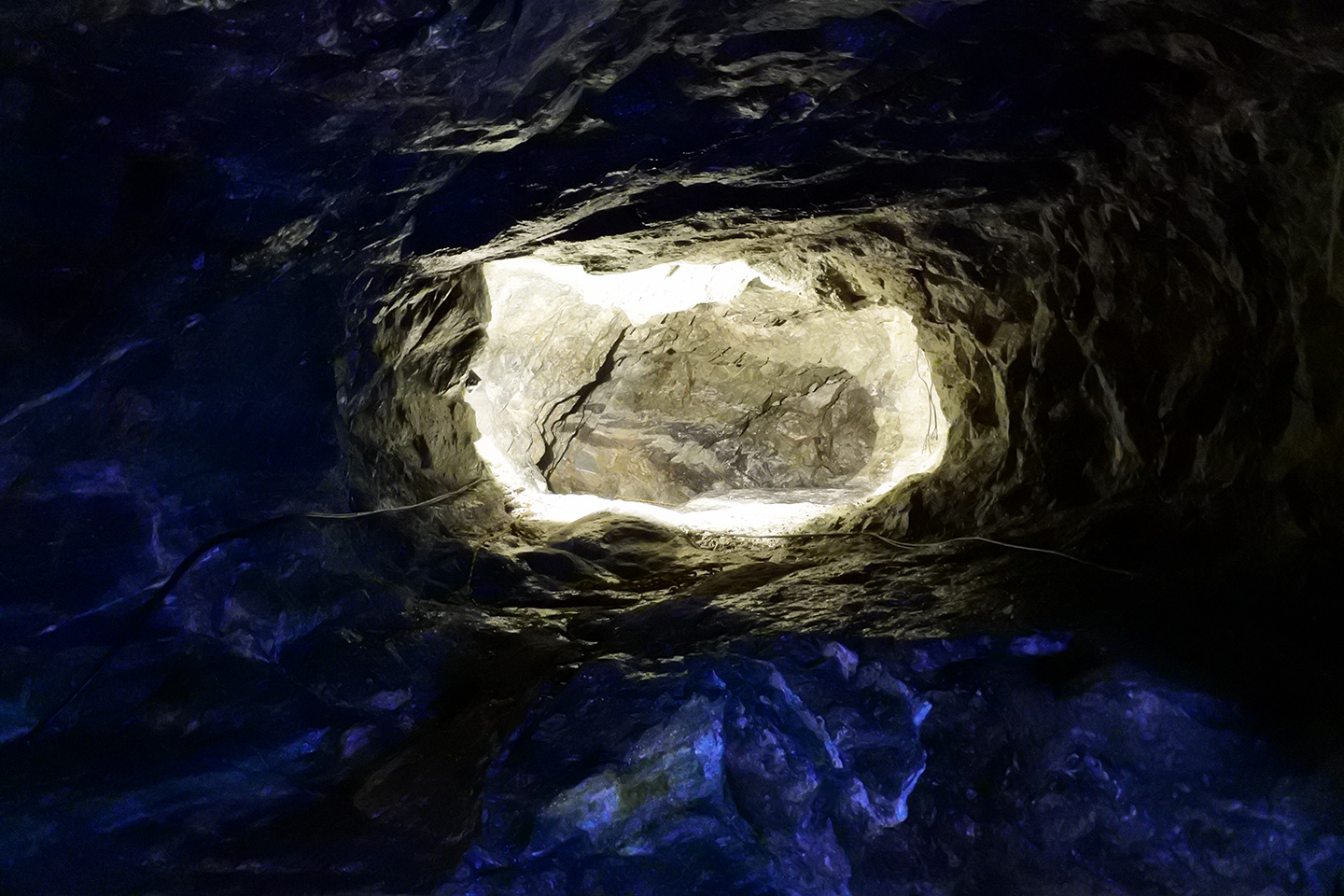
광명동굴

가학광산은 1912년부터 1972년까지 금과 은, 아연과 구리 등을 채굴하던 수도권 최대의 금속 광산이었다. 폐광 이후, 한동안 소래포구의 젓갈을 보관하는 창고로 사용되었다. 광명시는 2011년 동굴과 주변 부지를 매입하여 새로운 관광지로 개발하였다.

### 광명업사이클아트센터

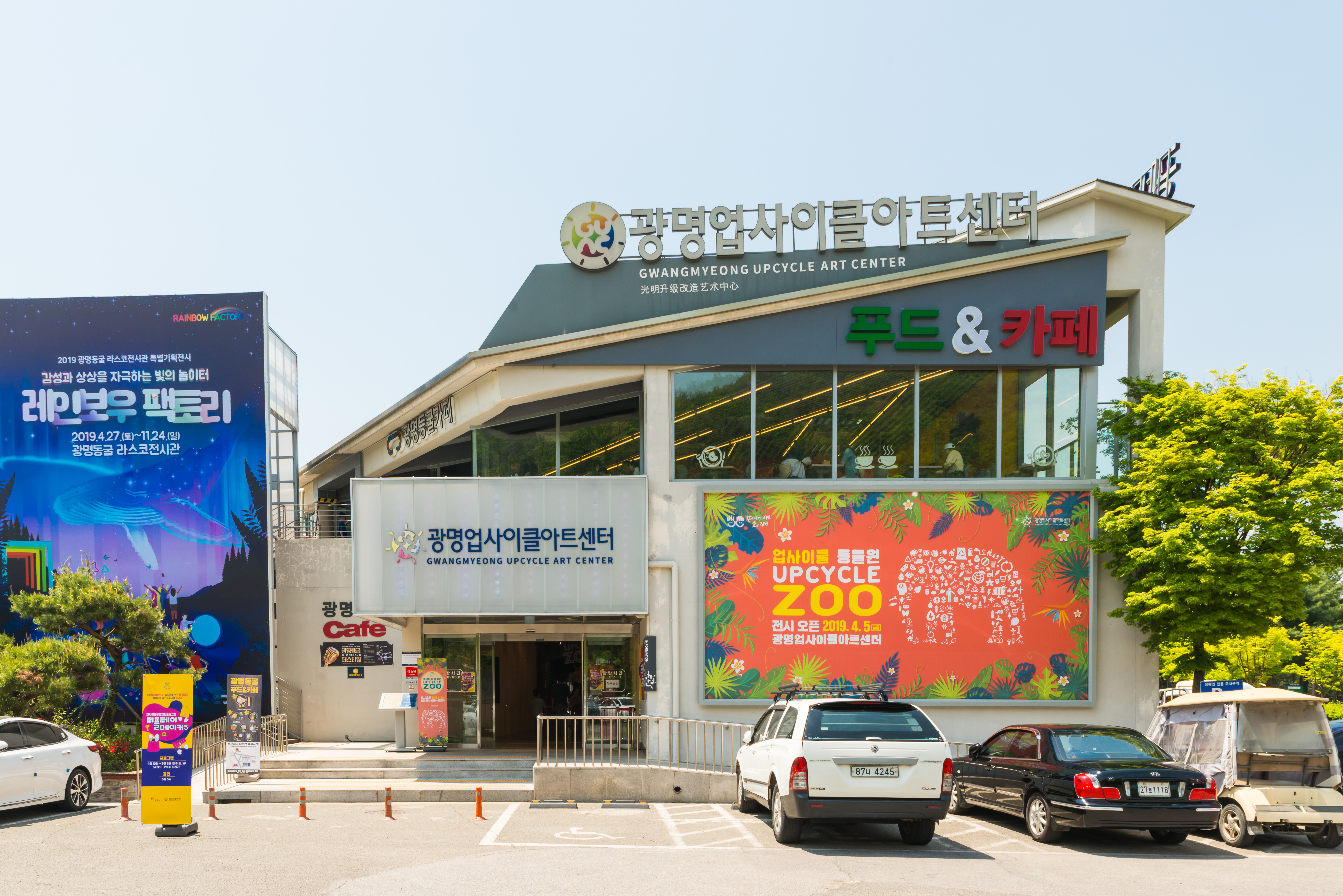
(광명업사이클아트센터)

광명업사이클아트센터는 업사이클을 주제로 한 복합문화공간으로, 광명시 가학동 광명동굴 인근에 위치하고 있다. 2014년 문화체육관광부의 '폐산업시설 문화재생사업' 공모에 선정돼 광명시자원회수시설 홍보동으로 쓰이던 건물을 리모델링하여 2015년 6월 12일 개관했다. 광명시 문화관광과에서 직영하며, 업사이클을 주제로 전시, 공연, 체험교육, 공모전, 이벤트 등 다양한 친환경 문화 프로그램을 운영하고 있다.
상설 업사이클 아트 전시를 통해 수준 있는 예술 작품을 무료로 감상할 수 있어 광명동굴 관광객을 중심으로 SNS 입소문이 퍼지며 누적 관람객 120만 명 이상(2022년 10월 기준)의 관광명소가 됐다. 6세 이상 어린이부터 성인까지 누구나 참여할 수 있는 업사이클 체험교육 프로그램도 다양한 커리큘럼으로 운영하고 있다.
업사이클아트센터 건축 디자인은 김수근건축상을 받은 로랑 페레이라가 담당했다. 페레이라는 영국 BBC가 '세계에서 가장 아름다운 미술관' 중 하나로 선정한 양주시립장욱진미술관의 설계를 맡은 것으로도 유명하다.

## 상하수도
광명시의 상수도는 광명시에서 관할하는 노온정수장이 맡고 있다. 해당 정수장은 팔당호에서 취수한 원수를 사용한다. 광명시는 1990년까지는 서울특별시의 수돗물 급수지역에 속했으나 1988년 인천직할시 주도로 노온정수장이 준공되면서 1990년에 서울특별시 급수지역에서 분리되어 인천광역시 수돗물 급수지역에 편입되었다. 노온정수장은 광명시만 관할하기 위해 만들어진 것이 아닌, 과거 인천광역시 산하의 광역 정수장이었다보니 급수지역에는 광명시 뿐만 아니라 부천시 일부, 시흥시 일부도 포함되어 있다. 노온정수장의 관할이 인천광역시상수도사업본부에서 광명시로 넘어간 것은 2009년의 일이다. 광명시 중에서 현재 서울시 수돗물이 공급되는 곳은 광명대교 인근 철산1동 월경지 뿐이다.
예전에 생활하수는 목감천, 안양천으로 그대로 방류되었으나 1987년 서울특별시 안양천하수처리장(현 서남물재생센터) 준공 이후로 1988년 9월 7일 광명시가 서울특별시 하수처리구역에 편입되어 제2경인고속도로 이북 지역에서 배출되는 하수는 서울특별시에서 위탁처리하고 있다. 일직동은 안양시 박달하수처리장 처리구역이며, 학온동은 하수처리구역이 아니다.

## 서울특별시 편입 문제
시 승격 이전에는 서울특별시의 단순한 근교 시외 베드타운이 아닌 서울특별시의 도시계획에 따라 잠정적인 서울 편입 예정지로서, 광명리(현 광명동) 일대와 철산리 일부가 개봉택지지구의 일부로 개발되었고, 철산리(현 철산동) 일대와 하안리 일부는 구로공단 배후 거주지로 계획된 역사가 있다. 광명시 하안동 소재의 서울특별시립 근로청소년회관과 근로미혼여성 임대주택은 이러한 시절의 흔적이다. 하지만 서울 집중 억제를 위한 전두환 정권의 위성도시 육성책에 따라 박정희 정부 시절의 서울 추가확장 계획이 폐기되어 광명시 분리승격이 이루어졌다.
현재도 광명시는 부천시·안산시·시흥시 등 경기도 서부권이 아닌 서울특별시 서남권(구로구·금천구·영등포구·양천구)과 하나의 생활권에 속해 있으며, 전화, 택시, 시내버스, 지하철, 하수처리 등에서 서울특별시의 인프라에 많이 의존하고 있다. 그리고 광명시가 금천구와 고용박람회를 공동개최 했을 만큼 서울 금천구와 동일한 경제권(지역노동시장권)을 이루고 있다. 반면 법원, 검찰청 등 사법서비스는 가까운 서울시 양천구의 서울남부지방법원·검찰청이 아니라 그보다 훨씬 거리가 먼 안산시의 수원지방법원 안산지원·검찰지청을 이용해야 하는 문제도 있다. 광명시에서는 생활권과 행정구역의 불일치를 해소하기 위해 서울시에 편입해야 한다는 논란이 오랫동안 지역사회의 주요 화두 중 하나였고, 최근에는 잠잠해졌지만 경기도의 다른 기초자치단체와의 통폐합 문제가 불거진다면 언제라도 다시 점화될 수 있는 지역 쟁점사항이다. 2015년 여론조사에서도 서울 편입을 원하는 주민여론이 압도적인 것으로 나왔다. 철산동과 서울 독산동의 안양천 월경지 문제는 1995년 경계조정 당시에도 해결되지 않은 채 현재까지 남아 있다.
2009년 전직 광명시장 출신의 광명갑 국회의원 백재현이 서울 편입 법안을 발의한 바 있으나, 광명시의 서울특별시 편입이 서울특별시 교통 정책으로 인한 버스 감차문제, 서울 집중심화, 도시의 자족기능 및 광명지역의 자치성 저해 등의 문제를 야기할 것이라는 반대론이 있었다. 당시 이명박 정부의 행정구역 개편안에서는 광역자치단체 경계 조정이라는 제도적 문제 때문에 광명시의 서울 편입이 고려되지 않았고, 오히려 역사와 생활권이 이질적인 부천시와 통폐합하는 방안이 고려되기도 하였다.

## 갤러리

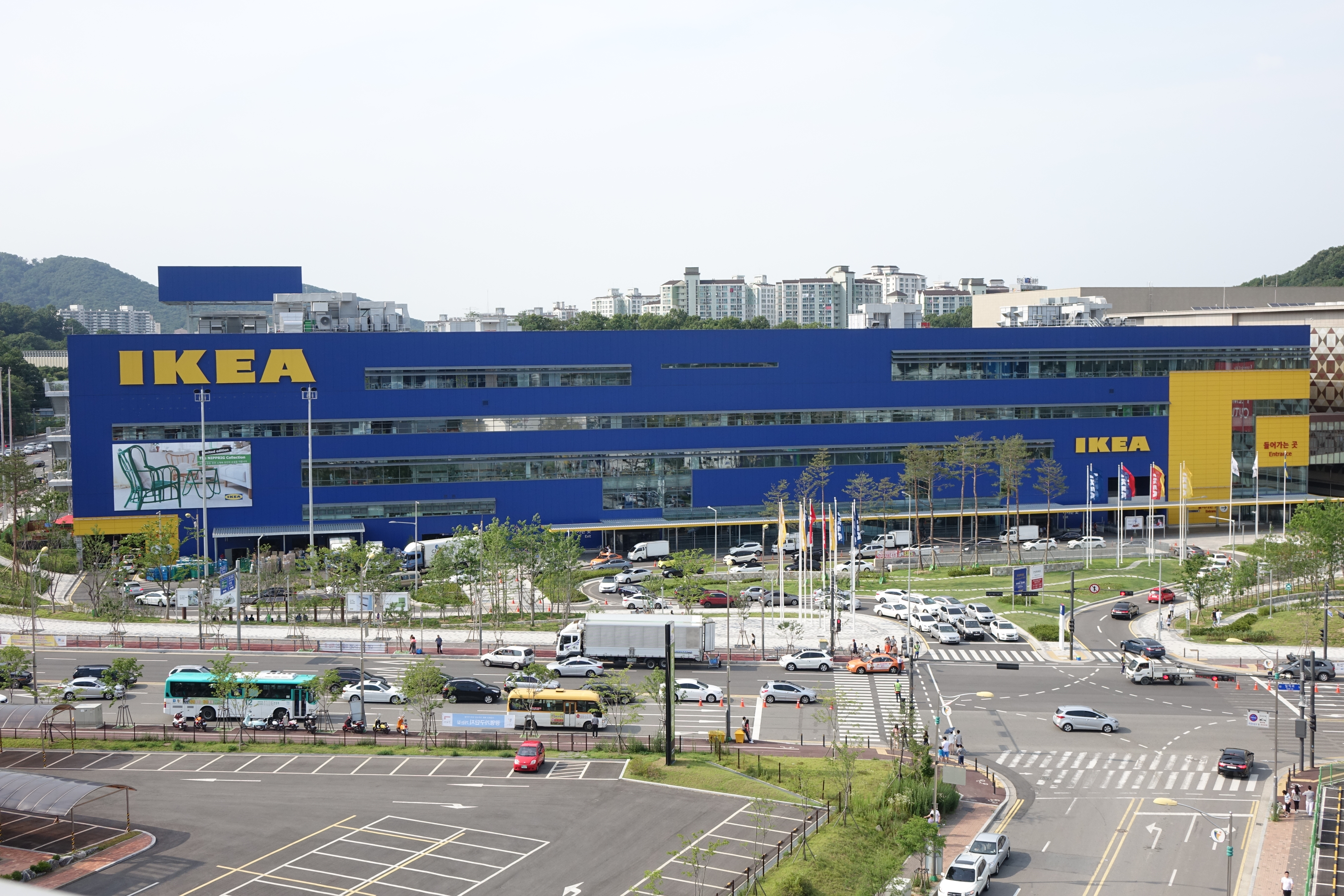
이케아 광명점 전경. 위치는 KTX가 정차하게 되어 있는 광명역 맞은편에 위치하고 있다.
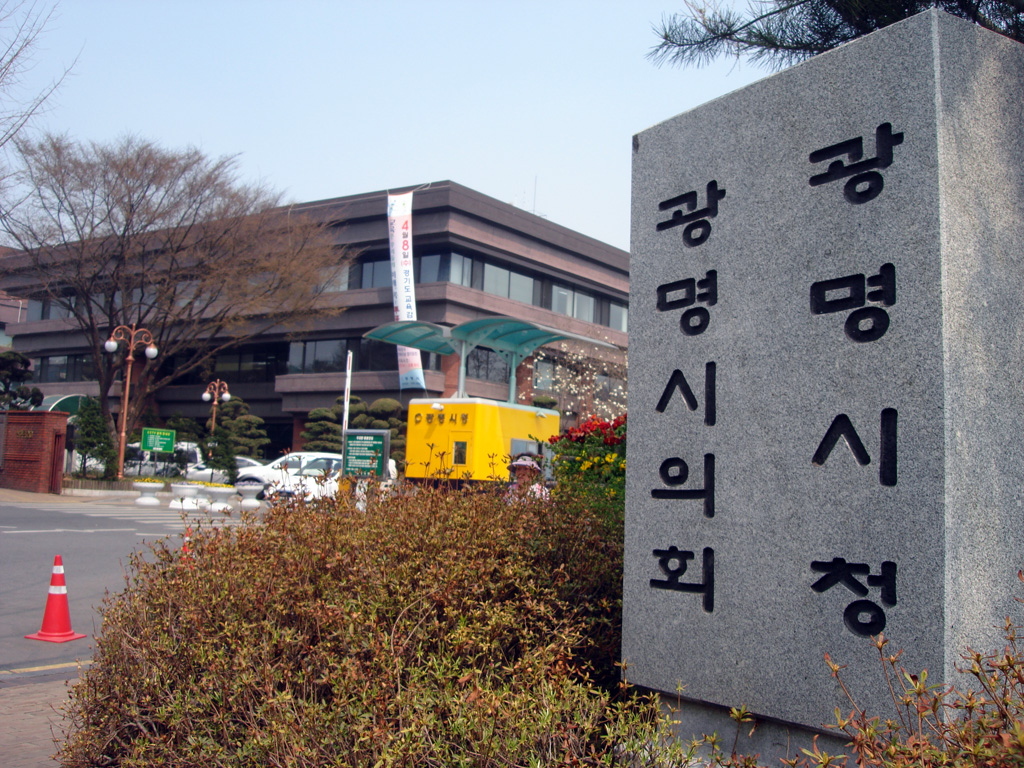
광명시청 전경
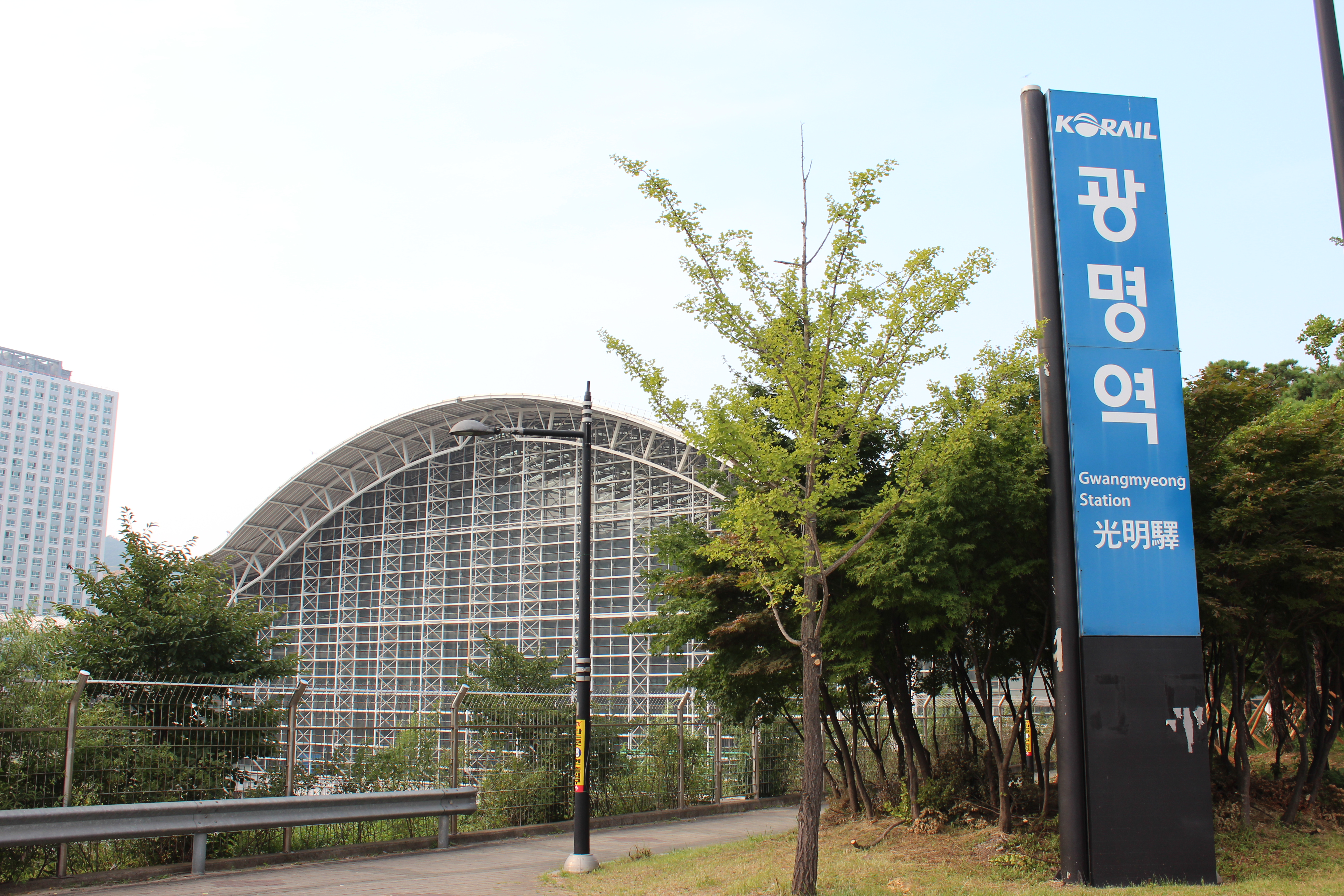
KTX 광명역 역사 전경

## 자매 도시
광명시는 대한민국 도시 2곳(전라북도 부안군, 충청북도 제천시)과 해군 제1함대 소속 광명함과 교류 중이다. 그리고 해외 도시 4곳(독일 오스나부르크시, 미국 오스틴시, 일본 야마토시, 중화인민공화국 랴오칭시)과도 교류 중이다.

## 같이 보기
- 대한민국의 지리